# 欧布维尔
欧布维尔（法語：Aubeville，法語發音：[obvil]）是法国夏朗德省的一个旧市镇，位于该省中南部，属于昂古莱姆区。2016年1月1日，欧布维尔和相邻的另外3个市镇合并为新市镇瓦勒德维涅（Val des Vignes）。

## 地理
欧布维尔（45°29'55"N, 0°0'14"W）面积8.22 平方千米，位于法国新阿基坦大区夏朗德省，该省份为法国西部内陆省份，北起德塞夫勒省和维埃纳省，东临上维埃纳省，东南至多尔多涅省，南至多爾多涅省，西接滨海夏朗德省。
与欧布维尔接壤的市镇（或旧市镇、城区）包括：布朗扎克-波尔舍雷斯、香槟维尼、埃特里亚克、瑞里尼亚克、曼丰、佩勒伊、瓦勒德维涅。

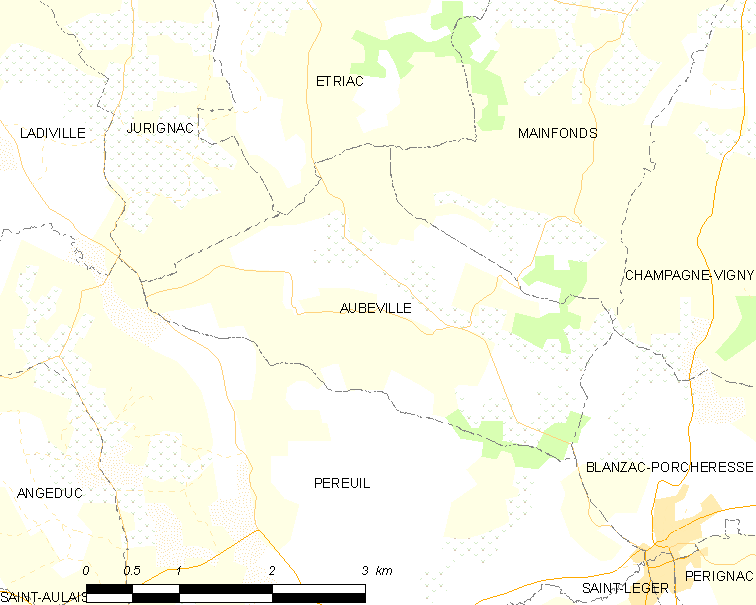
欧布维尔的OSM定位图

欧布维尔的时区为UTC+01:00、UTC+02:00（夏令时）。

## 行政
欧布维尔的邮政编码为16250，INSEE市镇编码为16021。

## 政治
欧布维尔所属的省级选区为夏朗德南县。

## 人口

1962-2008年间欧布维尔人口变化图示

欧布维尔于2018年1月1日时的人口数量为368人。